# FC Kickers Frankfurt
FC Kickers Frankfurt was een Duitse voetbalclub uit Frankfurt. De club bestond van 1899 tot 1911 toen ze fusioneerden met FC Victoria Frankfurt 1899 tot Frankfurter Fußball-Verein (Kickers-Viktoria). Deze club zou in 1920 de naam Eintracht Frankfurt aannemen en uitgroeien tot de grootste club van de stad.

## Geschiedenis
De Frankfurter Fußballclub 1899 werd in 1899 opgericht in het stadsdeel Bockenheim. Op 28 november 1900 fusioneerde de club met Frankfurter Kickers en nam de naam Frankfurter Fußballclub 1899 - Kickers aan. De club speelde zowel voetbal als rugby.
Wanneer de Kickers precies opgericht werden is niet bekend. Volgens een tijdschrift uit november 1900 werd de club in juni 1900 opgericht, andere bronnen spreken van 1899 omdat in 1909 het tienjarig bestaan gevierd werd.
De club plaatste zich in 1901/02 voor het eerst voor de Zuid-Duitse eindronde en verloor met 1-5 van 1. Hanauer FC 1893. Het volgende seizoen bereikte de club de kwartfinale en werd daarin door Darmstädter FC verslagen. Vanaf 1904 werd de naam gewijzigd in FC Kickers Frankfurt. De club nam aan twee competities deel. De competitie van Frankfurt met slechts vier teams en die van Westmain, een onderdeel van de Zuid-Duitse voetbalbond. De club werd kampioen van Frankfurt en vicekampioen van Westmain achter Germania Frankfurt. Er gingen stemmen op om te fusioneren met FC Frankfurt 1880 omdat de club geen eigen terrein had, maar de fusie sprong af omdat FC 1880 het uiteindelijk niet wou.
Het duurde tot 1906/07 vooraleer de club zich opnieuw voor de eindronde plaatste en eindigde op een vierde plaats in de noordelijke groep. De club kwam in financiële moeilijkheden terecht nadat de penningmeester 900 mark verduisterde. Toch kon de club zijn titel verlengen, maar ging opnieuw kopje onder in de eindronde. Fritz Becker was een van de sterren uit deze tijd en was een van de spelers die in de eerste interland van Duitsland speelde op 5 april 1908. Hij maakte zelfs twee goals.
De volgende seizoenen eindigde de club in de middenmoot van de competitie. In 1911 speelde de club na het seizoen nog vriendschappelijke wedstrijden tegen Phönix Karlsruhe en Pfeil Nürnberg. Hierna fusioneerde de club met Victoria Frankfurt en werd zo Frankfurter Fußball-Verein Kickers-Victoria. De eerste wedstrijd werd op 7 mei 1911 gespeeld tegen Freiburger FC. Negen jaar later fusioneerde de club opnieuw, deze keer met Frankfurter Turngemeinde en werd zo de huidige topclub Eintracht Frankfurt.

## Erelijst
Kampioen Südmain
1906, 1907
Kampioen Frankfurt
1904